# スタディサプリ
スタディサプリは、リクルートホールディングスの子会社であるリクルートマーケティングパートナーズが運営しているインターネット予備校。略称はスタサプ。なお、旧名称である「受験サプリ」は、2016年4月20日に同社が運営するスタディサプリ高校講座・大学受験講座と統合したため、現在使われていない。

## 概要
スタディサプリ（旧名称：受験サプリ）は2011年10月17日に会員制の無料受験情報サイトとして開設され、大学入試センター試験の過去問や模擬試験、現役の東京大学学生によるオリジナル解説などを提供していた。2012年7月より主要大学の過去問を無料で使える機能が追加された。予め志望校を登録しておくと、同じ大学を志望している会員の平均偏差値の推移が把握できたり、出願締切日などの日程をメールで知らせる機能などもあった。この時点での会員数は10万人強であった。
開始から約1年後の2012年10月15日、スマートフォンやパソコンを利用したオンライン予備校サービスに参入すると発表。同日より講義の有料（一部無料）配信を開始した。国立・私立の各校に的を絞った大学別講座や、センター試験対策講座が用意された。著名予備校の元講師と契約し、録画した講義を10回分セットで約5000円程度で提供しており、通常の予備校での講義と比較して「4分の1程度の値段」であることを売りにしていた。1度動画を購入すれば無制限で視聴が可能で、講師に対してメールで質問をすることも可能であった。
しかし、この時点での無料会員数が20万人であるのに対し、有料講義の受講者は数千人にとどまっていた。「ウェブにはウェブの相場がある」との高校生からの指摘を受け、2013年3月からは5教科8科目の全講義を月額980円で無制限で視聴できる形に料金体系が刷新された。
2013年3月より放映されたテレビコマーシャルは、歌手の美輪明宏に扮した人形が受験生に語りかけるというもので、声は実際に美輪明宏本人が当てている。2012年年末に放映されたコマーシャルでは「受犬サプリ」と名付けられた犬が登場し「センター!」や「ジュケン!」といった単語を連呼するというものであった。
2016年4月20日をもって受験サプリはサービスを終了し、同年2月25日に新たにサービスを開始した「スタディサプリ高校講座・大学受験講座」と統合した。なお、受験サプリ上での登録内容や学習履歴は4月20日以降にスタディサプリにて移行手続きをすることで受験サプリのデータは引き継がれる。また2017年3月1日にリクルートマーケティングパートナーズ運営のリクナビ進学（進路選び）が、スタディサプリ進路と名称を変更した。
「スタディサプリ」に名称変更後の2017年には、現役大学生と直接やり取りできるコーチング機能の付いた月額9800円のコースが追加、および東京都新宿区に直接講義、映像講義を実施する教室「スタディサプリラボ」を開校した。
スタディサプリで配信されている動画では視聴履歴が分析されており、会員が視聴を停止したタイミングなどが把握されている。講義冒頭で講師が受験生に対しメッセージを長々と語る場面では視聴者数が落ちていることから「すぐ授業に入る」形に動画を作りなおしたり、板書を書き写す為に設けられた空き時間に停止が集中していることから無駄な場面をカットして視聴時間を引き上げるなどの工夫がなされている。
スタディサプリ内のコンテンツは独自で作っているものや他社からの提供を受けているものもある。2013年秋に始まったセンター模試は、旺文社とその子会社である教育測定研究所が提供している。また動画は、駿台予備学校、河合塾、東進ハイスクール、Z会、秀英予備校等の各予備校講師陣の協力を得て、制作をしている。
現在、日本におよそ5000校ある高等学校のうち、2500校以上で導入されている。また、国内有料会員数が140万人を超えている。

## 講師
※〈 〉は、講師経験のある大学受験予備校。

### 大学受験・高校講座

#### 英語
- 関正生〈秀英予備校、北九州予備校、東進ハイスクール〉 - 主に文法・解釈の講義を担当。
- 肘井学〈臨海セミナー、秀英予備校〉 - 主に読解・英作文・リスニングの講義を担当。

#### 数学
- 山内恵介〈秀英予備校〉
- 堺義明〈河合塾、秀英予備校、代々木ゼミナール〉

#### 国語
- 小柴大輔（現代文、小論文）〈Z会東大進学教室、The☆WorkShop〉
- 柳生好之（現代文）〈臨海セミナー、東進ハイスクール、北九州予備校〉
- 岡本梨奈（古文、漢文）〈秀英予備校、難関私大専門塾マナビズム〉
- 神﨑史彦（小論文）〈四谷学院、東京アカデミー、Z会東大進学教室、一橋学院、第一学習社〉

#### 理科
- 坂田薫（化学）〈河合塾、北九州予備校、駿台予備学校〉
- 中野喜允（物理）〈河合塾〉
- 牧島央武（生物）〈進学塾ビッグバン、北九州予備校、河合塾〉
- 野津太一（地学）〈駿台予備学校〉

#### 地理歴史・公民
- 伊藤賀一（日本史、公共、現代社会、政治経済、倫理）〈秀英予備校、東進ハイスクール〉
- 村山秀太郎（世界史）〈秀英予備校、Z会、The☆WorkShop〉
- 山本直人（世界史）
- 鈴木達人（地理）〈北九州予備校〉

#### 情報
- 武善紀之
- 安藤昇

### 中学校講座

#### 英語
- 竹内健
- 丸岡幸子
- 関正生（旧課程のみ）

#### 数学
- 堺義明
- 齋田雅彦
- 山内恵介（旧課程のみ）
- 大辻雄介（旧課程のみ）
- 迫田昂輝

#### 国語
- 今中陽子
- 山下翔平
- 宮田泰三
- 笹森義通（旧課程のみ）〈代々木ゼミナール、河合塾、創学ゼミナール〉
- 松井万宗（旧課程のみ）

#### 理科
- 佐川大三（化学・地学）
- 五十嵐美樹（物理）
- 藤白りり（生物）

#### 社会
- 伊藤賀一（地理・歴史）
- 玉田久文（公民）

### 小学校講座

#### 算数
- 加固希支男（入門）
- 尾﨑正彦（基礎）
- 繁田和貴（応用）

#### 国語
- 山崎萌

#### 理科
- 冨山篤（基礎）
- 相馬英明（応用）

#### 社会
- 玉田久文

### 資格対策講座

#### TOEIC L&R TEST対策講座
- 関正生

#### 英検対策講座
- 肘井学（2級）
- 竹内健（3級・準2級）

#### 公務員対策講座
- 簑原睦（政治経済）
- 郷原義史（数的推理）
- 若山祐紀憲（判断推理）

#### 簿記対策講座
- 西田明煕（日商簿記・全商簿記）
- 川島渉（日商簿記）
- 井口一成（日商簿記）

### 未来の教育講座
- 藤原和博
- 石戸奈々子
- 竹村真一
- 伊藤賀一

## 教育格差問題
2007年9月に東京大学大学院教育学研究科が行った調査によれば、保護者の年収が1000万円超である子弟の大学進学率は62%であるのに対し、年収400万円以下の大学進学率は31%と、親の年収が低いと進学率が半分にまで低下していることが判明している。また、同じ中間所得層（保護者の年収が400 - 800万円）の場合でも、都市在住の子弟の大学進学率は48%であるのに対し、地方在住の子弟の進学率は41%と、居住地が地方の場合は不利であることも判明している。
また、リクルートが2011年に一般入試で大学に入学した学生に対し行った調査では、高校時代に塾や予備校に通わなかった者が65%を占めており、その理由として「家庭の経済的事情」が49.4%、「近くに良い予備校が無い」が18.3%に上った。
このような保護者の年収や居住地という自分だけの力では解決できない要因のために生じる教育格差問題への解決策として、インターネットの活用に注目が集まっており、スタディサプリもそのような格差を被る受験生を対象に始まったサービスとしている。

## 他社の追随
自宅で予備校講師の講義が受けられる動画サービスはいくつか前例があり、東進ハイスクールの「在宅受講コース」やZ会の「映像コース」などがある。どちらも自宅近くに予備校の校舎が無い地方都市に住む受験生に向けてサービスを手掛けている点では共通しており、メールやファクスを用いて質問をしたり添削をしてもらうことが可能である。
スタディサプリに対抗したサービスとしてはNTTドコモの「ドコモゼミ」やジャストシステムの「スマイルゼミ」がある。「ドコモゼミ」は2012年に月額980円の小中学生向けコースを開設しており、計算ドリルや英単語帳などのアプリケーションを多数揃えている。「スマイルゼミ」は教材の配信、学習、採点までのサービスをすべて専用タブレット端末1つで可能としており、学習の褒美としてゲームアプリがプレゼントされるサービスがある。ベネッセコーポレーションも2012年4月に専用タブレット端末を導入したり、ソフトバンクグループと提携しSaaS型クラウドサービス「Classi」を提供している。